# 日本の経済論争
日本の経済論争（にほんのけいざいろんそう）では、経済学者が経済学を使い関わってきた、日本の経済論争について取り上げる。

## 1970年代

### 1973,74年のインフレーション
今日まで続く、標準的経済学と日本銀行の理論（岩石理論）の相克（マネーサプライ論争）の元祖とも言うべきもので、1973-1974年にかけての日本経済の狂乱物価の原因をめぐって争われた。この狂乱物価は、第1次オイルショックのために生じたとされるのが一般的であろうが、経済学界においては、上記の原因に加えて、田中角栄内閣による金融緩和圧力を受けた日銀が、マネーを過剰に供給しすぎたことに由来すると考える向きが多い（それ以外に、相場制の激変期に際して、日銀が円高圧力を吸収しようとしたことが、過剰流動性を生んだとする考え方もある）。
日銀によるマネーサプライ管理の有責性が問われた中で、マネタリーベースの操作性を否定しようとする日銀に対し、「日銀はその操作を通じてマネーサプライを適正な伸びに抑えるべき」との主張が小宮隆太郎や堀内昭義によってなされた。結局、日本銀行側はマネタリーベースの操作性を公には認めなかったが、1970年代後半-1980年代前半の安定成長期においては、マネーサプライの管理にも一定の配慮をしていたものと思われる。

#### マネーサプライ論争（岩田-翁論争/翁-岩田論争）
1980年代後半のバブル経済進行の過程において、再びマネーサプライの管理を巡って1990年代前半には、岩田規久男ら経済学者と翁邦雄ら日銀官僚との間で大論争が巻き起こることになるのであった。従来からマネタリーベースの能動的な意味での操作性を否定し（「積み進捗率」の幾分の調整については可能とした）、なかんずくマネーサプライの管理を否定し続ける岩石理論に対し、岩田はその操作が可能であることを主張し、日本銀行側を批判した。東洋経済誌上での激しい押し問答は、量的指標は操作可能だという岩田と、操作できないという翁に対し、植田和男が短期では難しいが、長期では可能という「裁定」を下すことで一応の決着をみた。

## 1980年代

### 産業政策の是非
戦後、通産省を中心として実施されてきた産業政策の有効性をめぐる議論。
80年代は日本が最も輝いていた時代であり、欧米各国が石油危機等で苦しみ、途上国は相変わらず貧しい国がほとんどという状況下で、戦後劇的な経済成長を遂げ、この当時も安定成長を続けていた日本経済は、世界の賞賛の的であった。治安は良く、国民は勤勉であり、およそどの国よりも平等な社会を実現し、次々と新たな技術・製品を生み出し続けていた当時の日本を、世界各国はこぞって比較研究の対象とした。青木昌彦らによる比較制度分析も、こうした日本の異質性の解剖という時代文脈から生まれてきたと言ってよい。
そして当時、そのような日本型システム（いわゆる「Jシステム」）の核と見られていたのが、東京大学法学部出身者を中心に構成されたエリート集団である日本官僚主導によるさまざまな計画・指導の下で経済が動いているという「物語」であった。官僚機構の各種行政指導の中でも、極めて高い注目を集めたのが、大蔵省による金融行政と、通産省による産業政策であり、これらは内外の多くの識者（取り分け、保守系の評論家）から好意的に受け取られていた（村上泰亮の「開発主義」等）。このような状況下において、小宮隆太郎らは、産業政策が果たした役割について、実は必ずしも望ましいものとは言えなかったということを明らかにした（小宮隆太郎、奥野正寛、鈴村興太郎編『日本の産業政策』, 東京大学出版会, 1984年）。
従来は官僚機構によって保護されてきた諸産業（金融業、農林水産業、建設業、公的部門など）がその非効率さのために苦しむ一方で、自動車や電機といった、常に世界的な競争にさらされてきた産業は、相変わらず高い生産性を誇っていた。この状況を前にして、産業政策の有効性を説く論者は少なくなった。
1980年代の「ジャパン･アズ･ナンバーワン」「ルック・イースト」の風潮の中で、当時、世界から絶賛され栄華を極めていた日本官僚制に対して、あえて小宮たちが政策的疑義を差し挟んだ。そして、こうした産業政策に対する批判的検討は、その後も三輪芳朗らによって続けられている。

## 1980年代後半から1990年代半ば

### 日米貿易摩擦
1980年代-1990年代前半にかけて、日米間で懸案となっていたのが貿易摩擦である（日米貿易摩擦）。自動車･半導体（ハイテク製品）に代表される日本製品の集中豪雨的な輸出に対し、双子の赤字に苦しむアメリカ側からは不満が噴出していた。一部の論者（「前川リポート」等）からは、「日本の経済構造の閉鎖性が莫大な貿易黒字を生んでいる」といった主張がなされ、「日本の内需拡大・市場開放」を求める圧力が年々強まっていた。日本の各メーカーはアメリカに工場を置いて、アメリカ人労働者を雇用し、現地生産・販売をする努力を重ねた。
そのような状況下において、小宮隆太郎らは「アメリカの貿易赤字の主因は、その貯蓄率の低さと財政赤字の多大さにある」というISバランス論を唱え、アメリカ政府の圧力（経済制裁）を批判した。さらに小宮は、アメリカが円高圧力を強めてきたとき、「円高によって一時的に対日貿易赤字を減らせたとしても、一般均衡論的に解釈するならば、その分だけ日本のGDPが縮減され、ひいては円が切り下がることとなるので、結局のところ、当初の目的（対日貿易赤字縮小）を達成することはできない」と主張した。また、日本の貿易黒字を悪と捉える風潮に対しても、小宮は、「日本の貿易黒字の大部分は海外に再投資されており（=資本赤字）、外国経済の振興に役立っている」とする「黒字有用論」を展開した。最後に、小宮ら経済学者は「アメリカのような経済大国が貿易赤字に一喜一憂するのがナンセンス」とし、その例証として、戦後長らく貿易赤字国でありながら、今なお一流先進国であり続けるカナダの存在を挙げた。要するに、「貿易=国際間における資源配分の最適化」という観点から、「貿易赤字=国家の衰亡」と捉える解釈自体の無意味さを説いたのである。
しかし日本政府に米国に対抗する政治的能力はなく政治的には完全に米国優位の状況で、1990年代以降は日本経済も衰退していき終息していった。

### 消費税論争
現在に至るまで続く、消費税を巡る論争。

## 2000年代〜

### ゼロ金利政策・量的緩和をめぐる論争（インタゲ・リフレ論争）
橋本龍太郎内閣の緊縮財政政策によって、1990年代末の日本経済は未曾有の大不況に見舞われた。そのような危機的経済状況のもとで、日本銀行に対して非伝統的金融政策（ゼロ金利政策・量的金融緩和政策）日銀による国債の買いオペや、人々の期待に働きかけるためにインフレターゲットを設定する必要があるということをポール・クルーグマンやベン・バーナンキといった日本国外の著名な経済学者や、日本国内においてリフレ派と呼ばれる浜田宏一、岡田靖、飯田泰之、原田泰、野口旭、若田部昌澄、岩田規久男、高橋洋一、山形浩生や一部のネットコミュニティなど内外の経済学者・専門家を中心に主張された。
日本銀行は、これらの政策提案について極めて消極的な対応を取ったが、そうした姿勢に対して、リフレーションを主張する陣営（リフレ派）から手厳しい批判が加えられた。非伝統的な金融政策は1990年代末の危機的経済状況に対して有効な処方箋になりうるのかという点について、欧米の経済学者を巻き込んだ経済論争が行われた。浜田宏一、岩田規久男らがリフレーション政策を主張した一方で、翁邦雄ら日銀官僚や小宮隆太郎、堀内昭義らは日銀擁護の論陣を張った。

### 成長率・金利論争
経済財政諮問会議では日本の財政状況を測る政府債務残高の対名目GDP比率をめぐる議論が展開された。
2005年の12月に総務大臣の竹中平蔵は、経済財政諮問会議において「きちんと経済運営すれば、名目金利が名目経済成長率を長期にわたって上回ることはない」 と発言する一方で、民間議員の吉川洋が「理論的には長期金利の方が成長率よりも高くなる」と発言し、それが発端となって政府の閣僚・関係部局を巻き込む論争に発展した。また、金融・経済財政政策担当大臣の与謝野馨が「名目成長率が長期金利よりも高い状況維持することが可能であるという、楽観的な話ばかりをやっているのでは真実に近づけない」と竹中を批判したことから、論争が政策論から政治論へと発展した。
これらの論争では流動性の罠の存在が無視されている。流動性の罠におちいった状況では、LM曲線が水平になっており金利が上昇することはありえないので拡張的財政政策が経済成長のための効果的な政策になる。

### TPP問題
日本の環太平洋パートナーシップ協定参加を巡る論争。

### 積極財政・緊縮財政論争
バブル崩壊後、積極財政か緊縮財政・構造改革かの対立は長らく続いてきた。インタゲ・リフレ論争はいざなみ景気を経て尻すぼみとなっていたが、2013年の第2次安倍内閣において開始された量的金融緩和政策などのリフレーション政策を実行したアベノミクス以降再燃した。
2020年代には政局へ反映されるようになり、2024年の第50回衆議院議員総選挙の争点のひとつとなった。